# William Tritton
Sir William Ashbee Tritton (Islington, 19 giugno 1875 – Lincoln, 24 settembre 1946), esperto di macchine agricole e direttamente coinvolto, insieme al maggiore Walter Gordon Wilson, nello sviluppo dei carri armati britannici della prima guerra mondiale.
All'inizio della prima guerra mondiale gli fu chiesto di produrre trattori per lo spostamento di obici pesanti, il risultato fu la produzione dei primi carri armati nel Regno Unito.

## Biografia
Tritton nacque a Islington, dove suo padre William Birch Tritton e sua madre Ellen Hannah Ashbee vivevano al 51 di Carleton Road. I suoi genitori si erano sposati il 22 ottobre 1873 a Boughton under Blean, nel Kent. Suo fratello era Percy Kingsnorth Tritton. Era figlio di un agente di cambio londinese e studiò al Christ's College, a Finchley e al King's College London. Nel 1901 viveva ad Altrincham.

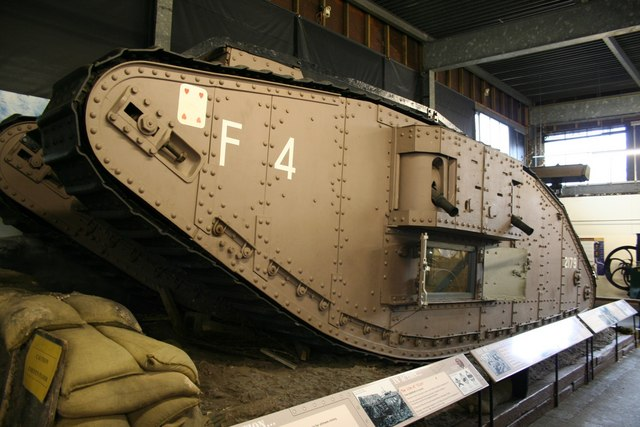
Un carro armato Mark IV del 1917 di Fosters al Museum of Lincolnshire Life nel gennaio 2007, utilizzato nella Battaglia di Cambrai

Entrò a far parte di Gwynnes Pumps nel 1891 e in seguito divenne meccanico linotipista e ingegnere elettrico.
Nel 1906 entrò nell'azienda di macchinari agricoli William Foster & Co. (conosciuta anche come Fosters of Lincoln), Waterloo Street a Lincoln, e dal 1911 al 1939 fu presidente della società, dopodiché divenne amministratore delegato. Il 22 luglio 1915 si decise la costruzione di un carro armato di 28 tonnellate, capace di attraversare una trincea larga 1,2 metri.
Il carro armato venne sviluppato presso Fosters Wellington Works su Firth Road e testato su un campo a sud della Lincoln Avoiding Line, una linea ferroviaria poi chiusa nel 1985. Il sito di Fosters è stato demolito nel 1984. Fu l'ingegnere di produzione per il carro armato alla Fosters che ebbe l'idea di far sterzare il carro armato con le ruote posteriori. Il maggiore Ernest Swinton e il maggiore Walter Dally Jones gli diedero il nome di tank (inglese per "serbatoio"). «Mio nonno John (Jack) Knott, lavorava in fabbrica durante la prima guerra mondiale. Ci ha sempre detto che, per mantenere un certo grado di segretezza nel lavoro, agli operai della fabbrica era stato detto che stavano costruendo "mezzi per il trasporto dell'acqua per la Mesopotamia". Questo, secondo mio nonno, fu il perché del termine "tank" attribuito al veicolo.» Ciò non è necessariamente in conflitto con l'affermazione precedente.
La costruzione del primo carro armato a Fosters iniziò l'11 agosto 1915. I carri armati della prima guerra mondiale furono costruiti anche dalla Metro-Cammell di Wednesbury e da una serie di altri appaltatori minori. Fosters era, all'epoca, l'unica azienda nel Regno Unito che produceva commercialmente veicoli cingolati.

## Vita privata
Nel 1916 sposò Isobella Johnstone White, scozzese, a Willesden. Fu nominato cavaliere il 21 febbraio 1917. Fu un JP a Kesteven dal 1934. Morì a Lincoln all'età di 71 anni nel settembre 1946.
Tritton Road a Lincoln prende il suo nome e una targa blu si trova all'ingresso di un supermercato all'estremità settentrionale della strada intorno al sito delle fabbriche originali.